# DM i stand-up-comedy
DM i stand-up er en talentkonkurrence, hvor amatørkomikere dyster om titlen som danmarksmester i standupcomedy.

## Historie
De første danmarksmesterskaber i standupcomedy blev afholdt i 1992 på Café Din's i København med sponsorstøtte fra Tuborg. Vinderen blev Lars Hjortshøj med Flemming Collins og Jan Gintberg på anden- og tredjepladsen. Hjortshøj deltog, selv om der var enighed om, at han ikke kunne regnes som amatør og faktisk havde turneret i Danmark sammen med blandt andre Casper Christensen for at hverve deltagere.
I 1993 vandt Mads M. Nielsen foran Anders Matthesen og Søren Hytholm.
Derefter gik der en del år, før titlen DM i stand-up blev brugt af en ny arrangør, Funny Business Inc, i samarbejde med nye sponsorer. Finaler og semifinaler blev herefter afholdt på Comedy Zoo i København, og nogle år har man desuden benyttet indledende kvalifikationsrunder afholdt på spillesteder rundt om i Danmark.
I 2004 besluttede Funny Business Inc, at man fremover ville afholde DM i stand-up hvert andet år.
DM i stand-up 2010 blev holdt i Vega i København. Vinderen blev Ruben Søltoft, andenpladsen gik til Heino Hansen og tredjepladsen til Martin Nørgaard.
DM I Stand-up i 2018 blev afholdt på Bremen i København. Vinderen blev Phillip Devantier, andenpladsen gik til Lars Dons og tredjepladsen til Simon Tang.

## Vindere
| År   | Vinder                          | 2. plads                                                 | 3. plads                        |
| ---- | ------------------------------- | -------------------------------------------------------- | ------------------------------- |
| 1992 | Lars Hjortshøj                  | Flemming Collins                                         | Jan Gintberg                    |
| 1993 | Mads M. Nielsen                 | Anders Matthesen                                         | Søren Hytholm                   |
| 1994 | DM i stand-up blev ikke afholdt | DM i stand-up blev ikke afholdt                          | DM i stand-up blev ikke afholdt |
| 1995 | DM i stand-up blev ikke afholdt | DM i stand-up blev ikke afholdt                          | DM i stand-up blev ikke afholdt |
| 1996 | DM i stand-up blev ikke afholdt | DM i stand-up blev ikke afholdt                          | DM i stand-up blev ikke afholdt |
| 1997 | DM i stand-up blev ikke afholdt | DM i stand-up blev ikke afholdt                          | DM i stand-up blev ikke afholdt |
| 1998 | DM i stand-up blev ikke afholdt | DM i stand-up blev ikke afholdt                          | DM i stand-up blev ikke afholdt |
| 1999 | Jonatan Spang                   | Niels Hartvig                                            | Rubin Guld                      |
| 2000 | Geo                             | Carsten Eskelund                                         | Kim Nørgaard                    |
| 2001 | Samuel Meijer                   | Michael "MC" Christiansen                                | Michael Schøt                   |
| 2002 | Steen "Nalle" Nielsen           | Tobias Dybvad                                            | Vicki Berlin                    |
| 2003 | Henrik Bruhn Kristensen         | Asmus Brandt (delt 2. plads) Jesper Juhl (delt 2. plads) |                                 |
| 2004 | Mads Brynnum                    | Linda P                                                  | Karsten Green                   |
| 2005 | DM i stand-up blev ikke afholdt | DM i stand-up blev ikke afholdt                          | DM i stand-up blev ikke afholdt |
| 2006 | Elias Ehlers                    | Thomas Warberg                                           | Torben Chris                    |
| 2007 | DM i stand-up blev ikke afholdt | DM i stand-up blev ikke afholdt                          | DM i stand-up blev ikke afholdt |
| 2008 | Martin Høgsted                  | Morten Wichmann                                          | Rasmus Olsen                    |
| 2009 | DM i stand-up blev ikke afholdt | DM i stand-up blev ikke afholdt                          | DM i stand-up blev ikke afholdt |
| 2010 | Ruben Søltoft                   | Heino Hansen                                             | Martin Nørgaard                 |
| 2011 | DM i stand-up blev ikke afholdt | DM i stand-up blev ikke afholdt                          | DM i stand-up blev ikke afholdt |
| 2012 | DM i stand-up blev ikke afholdt | DM i stand-up blev ikke afholdt                          | DM i stand-up blev ikke afholdt |
| 2013 | Alex Thelander                  | Hjalte Rytter                                            | Daniel Lill                     |
| 2014 | DM i stand-up blev ikke afholdt | DM i stand-up blev ikke afholdt                          | DM i stand-up blev ikke afholdt |
| 2015 | Mikkel Rask                     | Heino Hansen                                             | Ane Høgsberg                    |
| 2016 | DM i stand-up blev ikke afholdt | DM i stand-up blev ikke afholdt                          | DM i stand-up blev ikke afholdt |
| 2017 | Melvin Kakooza                  | Jacob Taarnhøj                                           | Jonas Brøndum                   |
| 2018 | Phillip Devantier               | Lars Dons                                                | Simon Tang                      |
| 2019 | Simon Væver                     | Niels Nørkjær                                            | Troels Messmann                 |
| 2020 |                                 |                                                          |                                 |
| 2021 | Peter Werner                    | Velik Velikov                                            | Niels Nielsen                   |
| 2022 | Johnny Robertson                | Troels Messmann                                          | Mads De Krak                    |
| 2023 |                                 |                                                          |                                 |